# Jerry M. Patterson

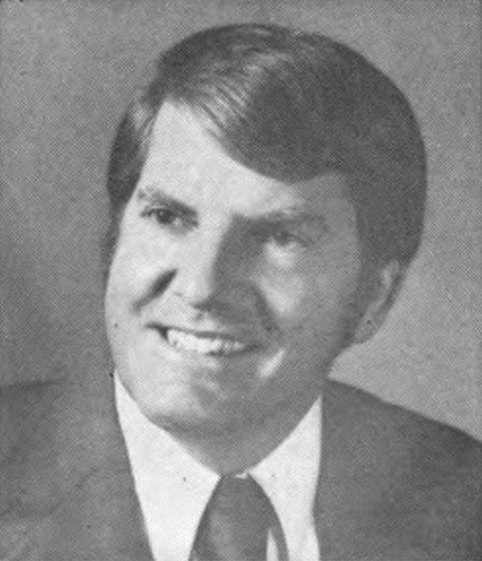
Jerry M. Patterson (1975)

Jerry Mumford Patterson (* 25. Oktober 1934 in El Paso, Texas; † 8. November 2024) war ein US-amerikanischer Politiker. Von 1975 bis 1985 vertrat er den Bundesstaat Kalifornien im US-Repräsentantenhaus.

## Werdegang
Jerry Patterson besuchte bis 1952 die Tucson High School in Arizona. Von 1953 bis 1957 diente er in der US-Küstenwache. Danach studierte er bis 1960 an der California State University in Long Beach. Von 1960 bis 1963 war er an der University of Southern California eingeschrieben. Nach einem anschließenden Jurastudium an der University of California in Los Angeles und seiner 1967 erfolgten Zulassung als Rechtsanwalt begann er in Santa Ana in diesem Beruf zu arbeiten. Zwischen 1973 und 1975 war er juristischer Vertreter der Gemeinde Placentia. Gleichzeitig schlug er als Mitglied der Demokratischen Partei eine politische Laufbahn ein. Von 1969 bis 1973 war er Stadtrat in Santa Ana; von 1973 bis 1975 fungierte er dort auch als Bürgermeister. In den Jahren 1976, 1980 und 1984 war er Delegierter zu den jeweiligen Democratic National Conventions.
Bei den Kongresswahlen des Jahres 1974 wurde Patterson im 38. Wahlbezirk von Kalifornien in das US-Repräsentantenhaus in Washington, D.C. gewählt, wo er am 3. Januar 1975 die Nachfolge von George Brown antrat. Nach vier Wiederwahlen konnte er bis zum 3. Januar 1985 fünf Legislaturperioden im Kongress absolvieren. Zwischen 1979 und 1981 war er Vorsitzender des Ausschusses zur Reform der Kongressausschüsse. Außerdem stand er zeitweise einigen Unterausschüssen vor. Im Jahr 1984 wurde Patterson nicht wiedergewählt.
Nach dem Ende seiner Zeit im US-Repräsentantenhaus praktizierte er wieder als Anwalt. Außerdem hielt er zwischen 1986 und 1999 als Gastprofessor Vorträge an der California State University in Long Beach. Im Jahr 1987 wurde er städtischer Anwalt in Cypress. Danach war er Präsident des Coast Community College District Board. Jerry Patterson war mit der Lokalpolitikerin Linda Moulton-Patterson verheiratet. Aus der Ehe stammen hat vier Kinder und sechs Enkelkinder. Die Familie lebt in Fountain Valley.